# Robert Rodriguez

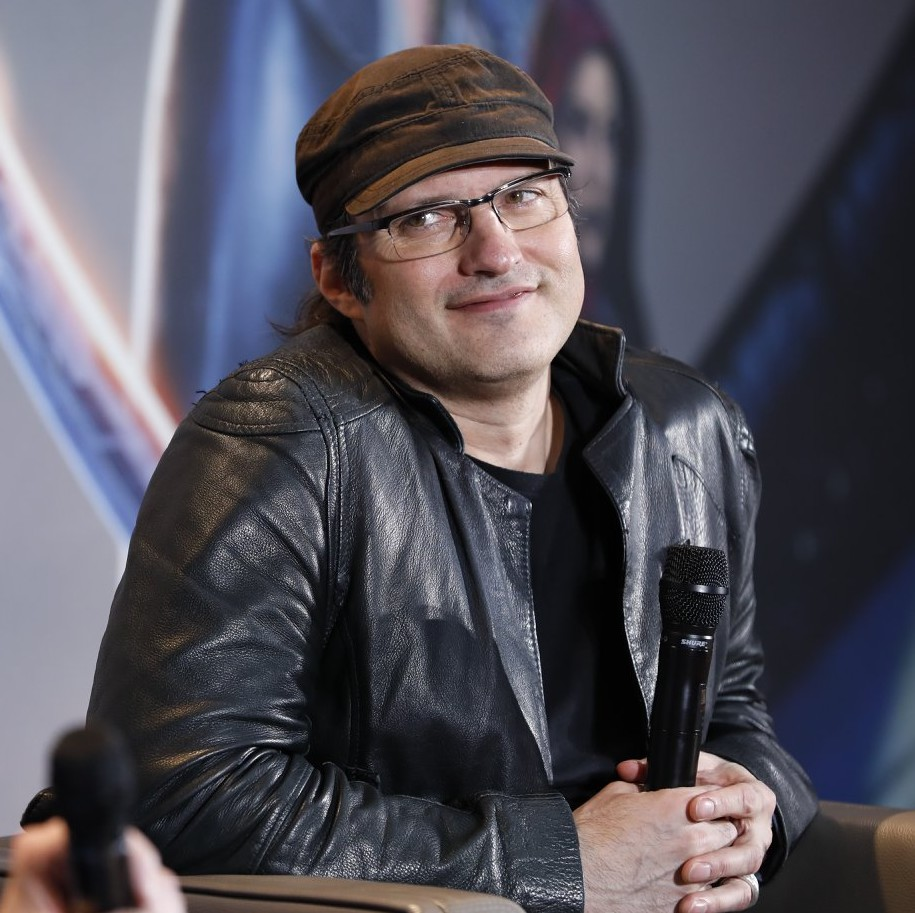
Robert Rodriguez (2019)

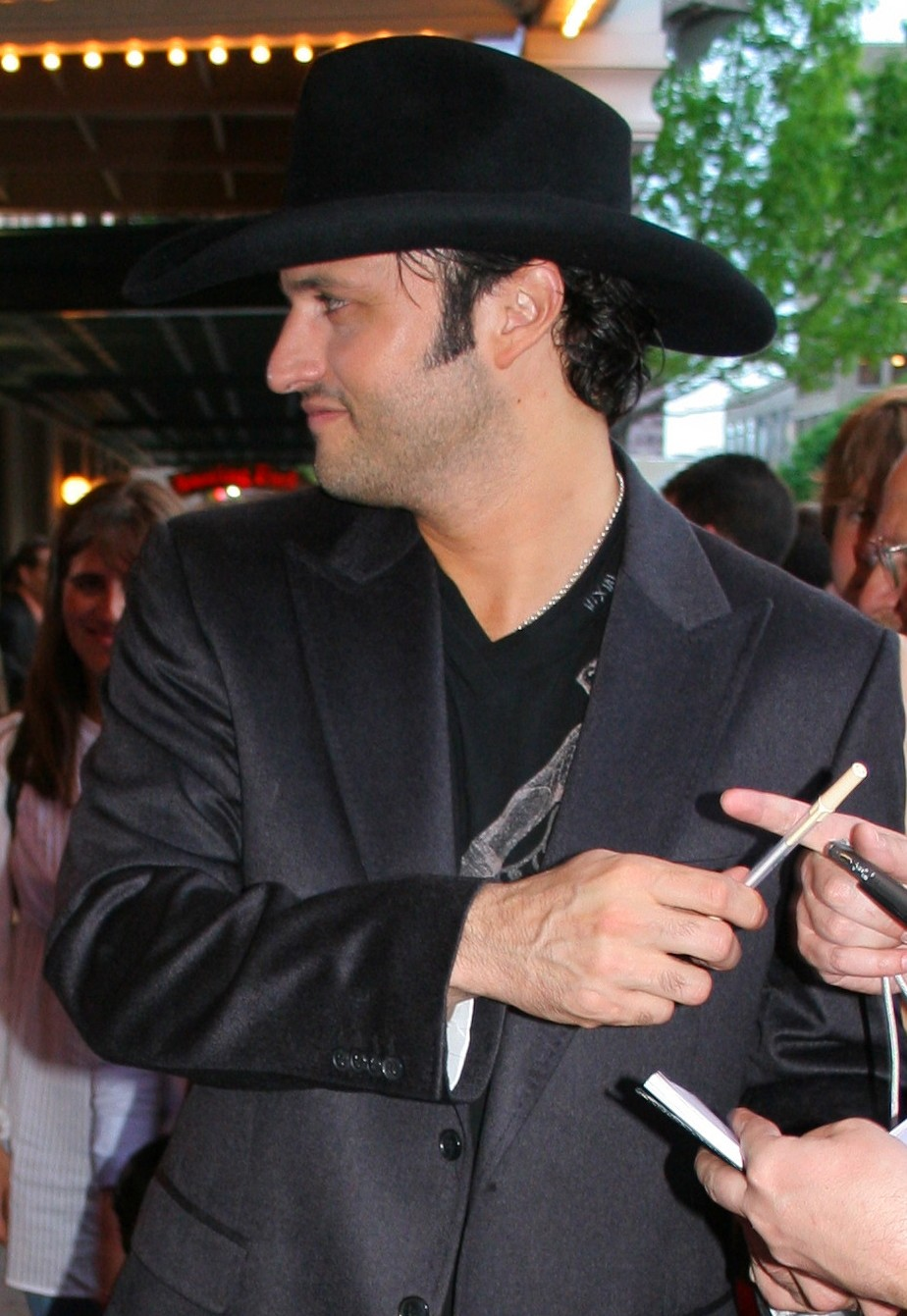
Robert Rodriguez (2007)

Robert Anthony Rodriguez (* 20. Juni 1968 in San Antonio, Texas) ist ein US-amerikanischer Filmregisseur, Drehbuchautor, Filmkomponist und Filmproduzent mexikanischer Abstammung. Er hat bei einigen seiner Filme zudem als Kameramann und Filmeditor mitgewirkt. Seit 2013 hat er mit El Rey Network seinen eigenen Fernsehsender.

## Leben und Karriere
Nachdem Robert Rodriguez als Jugendlicher den Actionfilm Die Klapperschlange gesehen hatte, reifte in ihm der Entschluss, eine berufliche Laufbahn als Filmregisseur einzuschlagen. Wegen zu schlechter Noten wurde Rodriguez nach dem Grundstudium an der University of Texas at Austin nicht in die Filmklasse aufgenommen. Erst nachdem er mit einem Videokurzfilm ein lokales Filmfestival gewonnen hatte, wurde er nachträglich für das Filmstudium zugelassen. Nach unzähligen Videofilmen, die er als Jugendlicher gedreht hatte, konnte er zum ersten Mal auf richtigem Film drehen. Sein erstes Projekt war 1991 der 16-mm-Kurzfilm Bedhead, mit dem er über ein Dutzend Filmpreise gewann. Während der Sommerferien 1991 drehte er, inspiriert durch die Filme von John Woo, den Action-Film El Mariachi. Die 16-mm-Filmkamera für diesen Dreh lieh er sich, und als Schauspieler verpflichtete er Freunde und Bekannte. Da er auf eine Crew verzichtete und alles am Set selbst machte, reichte ihm ein Budget von nur 7000 $. Einen Teil des Geldes, 3000 $, verdiente er durch das Testen von Medikamenten. Während der 30 Tage im medizinischen Institut schrieb er nicht nur das Drehbuch, sondern lernte auch einen seiner Hauptdarsteller kennen. Nachdem er den Film innerhalb von zweieinhalb Wochen in der mexikanischen Stadt Ciudad Acuña gedreht hatte, versuchte Rodriguez ihn anfangs erfolglos in Hollywood an spanischsprachige Videoverleiher zu verkaufen. Er fand jedoch nach einiger Zeit eine große Agentur, die das Potential des Filmes erkannte und ihm einen Vertrag mit Columbia Pictures verschaffte. Das Studio steckte noch einmal etwa 200.000 $ in den Film, um ihn für den Kinostart vorzubereiten, und reichte ihn zu verschiedenen Festivals ein. Im Januar 1993 gewann Rodriguez beim Sundance Film Festival als größten Erfolg den Publikumspreis.
Rodriguez berichtet über seine Erfahrungen in dem Buch Rebel Without a Crew, das jungen Filmemachern zeigen soll, dass Filme auch ohne großes Budget möglich sind. Rodriguez gründete 1991 zusammen mit der Produzentin Elizabeth Avellan in Texas die Produktionsfirma Los Hooligans Productions, um fortan Filme produzieren zu können. Im Jahr 2001 kam die Firma Troublemaker Studios hinzu.
Sein nächster Film war Desperado, die Fortsetzung des Stoffes von El Mariachi. In dem Film hatte Salma Hayek ihren ersten Auftritt in einem größeren amerikanischen Film.
Rodriguez arbeitete zusammen mit Quentin Tarantino, mit dem ihn auch heute noch eine enge Freundschaft verbindet, an dem Vampir-Thriller From Dusk Till Dawn. 1998 drehte Rodriguez dann zusammen mit Kevin Williamson den Horrorfilm The Faculty.
Rodriguez hatte 2001 seinen bis zu diesem Zeitpunkt größten finanziellen Erfolg mit der Komödie Spy Kids, zu der es drei Fortsetzungen gab. Ende 2003 schloss er die Mariachi-Trilogie mit dem Film Irgendwann in Mexico ab. Rodriguez drehte Spy Kids und Irgendwann in Mexiko auf dem HDCAM-System und zählt somit zu den Pionieren des Einsatzes von digitalen Kinokameras. Auch seine weiteren Filme nahm er durchgängig nicht mehr auf Film, sondern digital auf. Auch auf dem Gebiet der „3D-Filme“ nimmt Rodriguez eine Vorreiterrolle ein. So wurde bereits der Film Mission 3D und später auch der Film Die Abenteuer von Sharkboy und Lavagirl in 3-D im 3D-Verfahren verfilmt und veröffentlicht.
Im Jahr 2004, während der Dreharbeiten zu Sin City, bestand Rodriguez darauf, dass der Autor der Comicvorlage, Frank Miller, ebenfalls als Regisseur aufgeführt wird, da er dessen visuellen Stil für den Film als prägend empfand. Daher trat er aus der Directors Guild of America aus, da diese solche Nennungen ablehnt. 2007 erschien Rodriguez’ Beitrag zum Double-Feature Grindhouse mit dem Namen Planet Terror. Der andere Teil namens Death Proof – Todsicher wurde von Quentin Tarantino gedreht. Im Juli 2010 erschien der von Rodriguez produzierte Science-Fiction-Film Predators, eine Fortsetzung des Films Predator von 1987. 2010 wurde Machete veröffentlicht.
Am 13. Dezember 2013 startete sein Fernsehsender El Rey Network in den Vereinigten Staaten, der von 40 Millionen Haushalten per Kabel oder Satellit empfangen werden kann. Dort erschien auch die von ihm entwickelte Fernsehserie From Dusk Till Dawn: The Series. Derzeit angekündigt sind die Filme The Jetsons und Nervewreckers. Für die Fortsetzung von Machete, Machete Kills , schrieb er gemeinsam mit seinem Bruder Marcel und mit Kyle Ward das Drehbuch.
Für Rémy Martin und deren Cognac Louis XIII drehte er 2015 mit John Malkovich unter dem Titel 100 Years einen Kurzfilm, der bis zum Jahr 2115 unter Verschluss steht.
2020 inszenierte er eine Folge der Star-Wars-Serie The Mandalorian und fungierte später als Regisseur und Showrunner von Das Buch von Boba Fett.

## Musik
Rodriguez ist Gitarrist der Band Chingon, die von ihm ursprünglich nur für den Soundtrack zu Irgendwann in Mexiko gegründet wurde. Außerdem stellte er für Quentin Tarantino den Soundtrack für Kill Bill 2 zusammen – für eine Gage von einem Dollar. Im Gegenzug führte Tarantino Gastregie in Rodriguez’ Sin City, ebenfalls für einen Dollar.

## Privatleben
Von 1990 bis 2007 war er mit der Filmproduzentin Elizabeth Avellan verheiratet, gemeinsam haben sie vier Söhne, welche die ungewöhnlichen Namen Rocket Valentino, Racer Maximilliano, Rebel Antonio, Rogue Joaquin tragen, sowie eine Tochter mit dem Namen Rhiannon Elizabeth. Avellan war und ist als seine Produzentin tätig. Gemeinsam betreiben sie die Produktionsfirma Troublemaker Studios. Ihre Zusammenarbeit begann bereits 1990 bei der Inszenierung des Kurzfilms Bedhead, bei der seine Ex-Frau noch als Animator beteiligt war.
Rodriguez war bis 2009 mit der Schauspielerin Rose McGowan verlobt, die ihrer Beziehung mit ihm das Kapitel Destruction ihrer Autobiografie Brave widmet. Dort beschreibt sie ihn als herrschsüchtigen und krankhaft eifersüchtigen Tyrannen, der ihr unter anderem einen Lügendetektortest abverlangt habe, um zu klären, ob sie ein Verhältnis mit Quentin Tarantino habe.
Rodriguez ist ein Cousin des Schauspielers Danny Trejo. Trejo wird regelmäßig in seinen Filmen als Darsteller eingesetzt, wie auch Rodriguez’ Schwestern, die Schauspielerin Angela Lanza und die Musikerin und Schauspielerin Patricia Vonne.

## Weinstein-Skandal
Im Zuge der im Oktober 2017 veröffentlichten zahlreichen Vorwürfe wegen sexueller Belästigung und Vergewaltigung durch den Produzenten Harvey Weinstein behauptete Rodriguez in einem Statement gegenüber dem Branchenmagazin Variety, er habe Rose McGowan bewusst gegen Weinsteins Willen in seinem Film Planet Terror besetzt, aufgrund einer Verschwiegenheitserklärung aber nicht über seine wahren Gründe sprechen können. McGowan habe ihm berichtet, von Weinstein vergewaltigt worden zu sein und auf einer schwarzen Liste zu stehen. Rodriguez’ Statement, das auf eine frühere Stellungnahme bei Deadline.com folgte, ist aufgrund einiger widersprüchlicher Aussagen kritisch aufgenommen worden, zumal der Regisseur auch später weiter mit Weinstein zusammenarbeitete. McGowan selber hatte bereits 2016 einen Tweet veröffentlicht, der Rodriguez’ spätere Darstellung in einem anderen Licht erscheinen lässt.

## Trivia
In Scream 4 gibt es eine Anspielung auf Robert Rodriguez: Er wird im Vorspann des fiktiven Films „Stab“ als Regisseur aufgelistet.

## Auszeichnungen und Nominierungen
| Jahr | Award                                    | Kategorie                                                      | Film                                           | Ergebnis  |
| ---- | ---------------------------------------- | -------------------------------------------------------------- | ---------------------------------------------- | --------- |
| 1993 | Festival des amerikanischen Films        | Publikumspreis                                                 | El Mariachi                                    | Nominiert |
| 1993 | Festival des amerikanischen Films        | Kritikerpreis                                                  | El Mariachi                                    | Gewonnen  |
| 1993 | National Board of Review                 | Top 5 der fremdsprachigen Filme                                | El Mariachi                                    | Gewonnen  |
| 1993 | Sundance Film Festival                   | Publikumspreis – Bester Spielfilm                              | El Mariachi                                    | Gewonnen  |
| 1993 | Sundance Film Festival                   | Großer Preis der Jury – Bester Spielfilm                       | El Mariachi                                    | Nominiert |
| 1994 | Independent Spirit Award                 | Bester Debütfilm                                               | El Mariachi                                    | Gewonnen  |
| 1994 | Independent Spirit Award                 | Beste Regie                                                    | El Mariachi                                    | Nominiert |
| 1994 | Premio ACE                               | Bester Debütfilm                                               | El Mariachi                                    | Gewonnen  |
| 1996 | Saturn Award                             | Beste Regie                                                    | From Dusk Till Dawn                            | Nominiert |
| 1996 | Silver Scream Award                      | Bester Film                                                    | From Dusk Till Dawn                            | Gewonnen  |
| 1999 | Internationale Filmfestspiele Berlin     | Berlinale Kamera                                               | Einzelpreis                                    | Gewonnen  |
| 1999 | ALMA Award                               | Herausragender lateinamerikanischer Regisseur eines Spielfilms | The Faculty                                    | Nominiert |
| 2002 | ALMA Award                               | Herausragende Regie eines Spielfilms                           | Spy Kids                                       | Gewonnen  |
| 2002 | ALMA Award                               | Herausragendes Drehbuch                                        | Spy Kids                                       | Nominiert |
| 2003 | ASCAP Award                              | Top Box Office Films                                           | Spy Kids 2 – Die Rückkehr der Superspione      | Gewonnen  |
| 2003 | Imagen Award                             | Beste Regie                                                    | Spy Kids 2 – Die Rückkehr der Superspione      | Gewonnen  |
| 2003 | Imagen Award                             | Norman Lear Writer's Award                                     | Einzelpreis                                    | Gewonnen  |
| 2003 | Satellite Award                          | Bester Filmsong                                                | Irgendwann in Mexico                           | Gewonnen  |
| 2004 | ASCAP Award                              | Top Box Office Films                                           | Mission 3D                                     | Gewonnen  |
| 2005 | ASCAP Award                              | Top Box Office Films                                           | Sin City                                       | Gewonnen  |
| 2005 | Internationale Filmfestspiele von Cannes | Goldene Palme                                                  | Sin City                                       | Nominiert |
| 2005 | Internationale Filmfestspiele von Cannes | Prix Vulcain de l’artiste technicien                           | Sin City                                       | Gewonnen  |
| 2005 | Phoenix Film Critics Society Awards      | Bester Schnitt                                                 | Sin City                                       | Gewonnen  |
| 2005 | Satellite Award                          | Beste Kamera                                                   | Sin City                                       | Nominiert |
| 2005 | Satellite Award                          | Bester Schnitt                                                 | Sin City                                       | Nominiert |
| 2005 | Satellite Award                          | Beste Filmmusik                                                | Sin City                                       | Nominiert |
| 2005 | Satellite Award                          | Bester Ton                                                     | Sin City                                       | Nominiert |
| 2005 | Satellite Award                          | Beste visuelle Effekte                                         | Sin City                                       | Nominiert |
| 2005 | Austin Film Critics Association          | Austin Film Award                                              | Sin City                                       | Gewonnen  |
| 2005 | Austin Film Critics Association          | Bester animierter Film                                         | Sin City                                       | Gewonnen  |
| 2006 | ALMA Award                               | Herausragende Regie eines Spielfilms                           | Sin City                                       | Nominiert |
| 2006 | ASCAP Awards                             | Top Box Office Films                                           | Sin City                                       | Nominiert |
| 2006 | Český lev                                | Bester ausländischer Film                                      | Sin City                                       | Nominiert |
| 2006 | Imagen Award                             | Beste Regie                                                    | Sin City                                       | Nominiert |
| 2006 | Imagen Award                             | Beste Regie                                                    | Die Abenteuer von Sharkboy und Lavagirl in 3-D | Nominiert |
| 2006 | Online Film Critics Society Award        | Beste Kamera                                                   | Sin City                                       | Gewonnen  |
| 2006 | Online Film Critics Society Award        | Bester Schnitt                                                 | Sin City                                       | Gewonnen  |
| 2007 | Austin Film Critics Association          | Austin Film Award                                              | Planet Terror                                  | Nominiert |
| 2007 | ShoWest Award                            | Regisseur des Jahres                                           | Einzelpreis                                    | Gewonnen  |

## Filmografie (Auswahl)
- 1991: Bedhead
- 1992: El Mariachi
- 1994: Bad Boys Never Die (Roadracers)
- 1995: Desperado
- 1995: Four Rooms
- 1996: From Dusk Till Dawn
- 1998: The Faculty
- 2001: Spy Kids
- 2002: Spy Kids 2 – Die Rückkehr der Superspione (Spy Kids 2: The Island of Lost Dreams)
- 2003: Mission 3D (Spy Kids 3-D: Game Over)
- 2003: Irgendwann in Mexico (Once Upon a Time in Mexico)
- 2004: Kill Bill – Volume 2 (Kill Bill: Vol. 2) (nur Musik)
- 2005: Die Abenteuer von Sharkboy und Lavagirl in 3-D (The Adventures of Sharkboy and Lavagirl in 3-D)
- 2005: Sin City
- 2007: Planet Terror (Grindhouse: Planet Terror)
- 2007: Death Proof – Todsicher (Grindhouse: Death Proof) (als Produzent)
- 2009: Das Geheimnis des Regenbogensteins (Shorts)
- 2010: Predators (als Produzent)
- 2010: Machete
- 2011: Spy Kids – Alle Zeit der Welt (Spy Kids: All the Time in the World)
- 2013: Machete Kills
- 2014: Bullet (als Produzent)
- 2014–2016: From Dusk Till Dawn: The Series (Fernsehserie, 30 Episoden)
- 2014: Sin City 2: A Dame to Kill For
- 2015: 100 Years
- 2019: Alita: Battle Angel
- 2019: Red 11
- 2020: The Mandalorian (Fernsehserie, eine Folge)
- 2020: We Can Be Heroes
- 2021–2022: Das Buch von Boba Fett (The Book of Boba Fett, Fernsehserie, drei Folgen)
- 2023: Hypnotic
- 2023: Spy Kids: Armageddon

## Veröffentlichung
- Rebel Without a Crew. Penguin Publishing Group, 1996, ISBN 978-0-4522-7187-6